# Mitterkaiser
Der Mitterkaiser ist ein 2007 Meter hoher Berg im Kaisergebirge in den nördlichen Kalkalpen.

## Lage
Der Mitterkaiser bildet einen eigenen Gratzug zentral gelegen im Ostteil des Wilden Kaisers und ragt mit 900 Meter hohen Felsabstürzen unmittelbar über dem Kaiserbachtal auf. Er gehört zur eindrucksvollen Kulisse des Ostkaisers und teilt die Hochkare Kleines Griesener Tor und Großes Griesener Tor. Im Süden schließt sich der Kleinkaiser an. Der Berg gehört zur Gemeinde Kirchdorf in Tirol.

## Gipfel
- Nordgipfel (1913 m)
- Hauptgipfel mit Gipfelkreuz (2001 m)
- Südgipfel (2007 m)

## Routen
Die Normalroute auf den Mitterkaiser ist zwar eher kurz, aber teils anspruchsvoll und darf nicht unterschätzt werden. Sie ist nur für erfahrene Bergsteiger mit Trittsicherheit, Schwindelfreiheit und Klettergewandtheit geeignet.
Ausgangspunkt ist die Fritz-Pflaum-Hütte zwischen dem Kleinen und Großen Griesener Tor. Von dort führt eine Steigspur über ein Schuttfeld nordwärts an den Wandfuß heran, der durch eine deutlich sichtbare Rinne unterbrochen ist. Über diese geht es in leichter Kletterei (Schwierigkeitsgrad I, eine Stelle II) hinauf auf eine steile schrofige Grasflanke, über die teils durch Latschen auf Steigspuren der Südgipfel (2007 m) erreicht wird. Der Übergang zum Hauptgipfel mit Gipfelkreuz und Buch ist teils sehr ausgesetzt und führt zunächst direkt auf dem Grat und dann westseitig den Grat umgehend nordwärts. Schließlich führt eine Steigspur zurück auf den Grat und auf dessen Ostseite erreicht man dann auf einer grasigen Wegspur das Gipfelkreuz. Für den gesamten Aufstieg ab der Hütte sind 1¼ Stunden einzuplanen, im Abstieg dauert diese Route etwa eine Stunde.
Ungleich schwieriger ist der Nordgipfel zu erreichen. Entweder vom Hauptgipfel aus (III), teils brüchig, oder direkt vom Kaiserbachtal, die einfachste direkte Kletterroute von dort führt durch die Nordwand (III).
Einziger Stützpunkt in der Nähe ist die Fritz-Pflaum-Hütte, die man entweder von der Fischbachalm im Kaiserbachtal über das Kleine Griesner Tor erreicht (3 Stunden Aufstieg, anspruchsvoll, mit Drahtseilversicherungen) oder von der Griesner Alm ebenfalls aus dem Kaiserbachtal via Großes Griesener Tor (2,5 Stunden Aufstieg).